# Kapetan Nemo
Kapetan Nemo, također poznat kao princ Armitage Ranjit Dakkar, je izmišljeni lik koji se pojavljuje u romanima Julesa Vernea 20.000 milja pod morem (1870.) i Tajanstveni otok (1874.). Nemo je jedan od najslavnijih antijunaka u fikciji, ali i tajanstvena osoba. Sin indijskog maharadže, on je znanstveni genij koji plovi dubinama mora na svojoj podmornici Nautilus, koja je sagrađena na pustom otoku. Iako su njegove ciljevi uglavnom plemeniti, ponekad ga pokreće i velika želja za osvetom.